# Río Commewijne
El río Commewijne, también conocido como Kawina-liba en sranan tongo, es un río en el distrito Commewijne en el norte de Surinam. El río tiene una cuenca de 6600 km² que contiene las colinas del distrito de Commewijne desde donde fluye hacia el norte, para finalmente desembocar en el océano Atlántico, junto con el río Surinam, cerca de Nieuw Amsterdam.
Entre los años 1600 y 1700 el río era conocido por los nombres Cammawini y Camaiwini.Se cree que el nombre ha evolucionado desde las palabras kama (tapir) y wini (agua, río), ambas de las lenguas arahuacas.
A lo largo del río se cultivó principalmente caña de azúcar, también hubo café y cacao, pero esto cambió después de la abolición de la esclavitud en Surinam en 1863.
En 2008 todavía estaba en sus orillas, la plantación Katwijk que cultivaba café variedad arábica, al igual que otros sitios dedicados a la ganadería y la pesca entre las que destaca la antigua plantación de Alkmaar, también situada en el distrito Commewijne, famosa por sus cultivos de azúcar.